# Valents
Valents (en castellano, «Valientes») fue un partido político español radicado en Cataluña de ideología liberal-conservadora y constitucionalista. 
Fue fundado en marzo de 2019 con el nombre de Barcelona pel Canvi («Barcelona por el Cambio») a iniciativa del político franco-español Manuel Valls con el fin de presentarse a las elecciones municipales de Barcelona de 2019. Finalmente, este partido concurriría a dicha convocatoria electoral junto a Ciudadanos bajo la coalición Barcelona pel Canvi-Ciutadans (BCNCanvi-Cs).
No obstante, tras el distanciamiento entre BCNCanvi y Cs, este partido pasaría a apoyar al Partido Popular en las elecciones al Parlamento de Cataluña de 2021, incorporándose en sus listas como independientes. Tras ello, el fundador Manuel Valls abandonaría la formación en agosto de ese mismo año, asumiendo su liderazgo Eva Parera. Poco después, en diciembre de 2021, el partido fue refundado por Eva Parera con su denominación actual, Valents, pasando éste a ser un partido de ámbito autonómico catalán.
Su referente en toda España (excepto Cataluña) es Contigo Somos Democracia.
En julio en 2023 el partido anunció un concurso de acreedores, como paso previo a su disolución.

## Historia

### Primeros meses
Valls anunció en una rueda de prensa en septiembre de 2018 el nombre de la candidatura, un día después de confirmar sus intenciones de concurrir a las elecciones municipales de mayo de 2019 en Barcelona y aspirar a la alcaldía de la ciudad. En octubre de 2018, Valls se reivindicó como el candidato de «todas las élites» barcelonesas, también culturales.
La plataforma fue apoyada posteriormente en otro acto de inicio de precampaña, en diciembre de 2018, por políticos de Ciudadanos (Cs) como Inés Arrimadas, Jordi Cañas, Carina Mejías o Begoña Villacís, Units per Avançar (Eva Parera), militantes de Lliures, y por empresarios y personalidades públicas como Josep Maria Bricall.
El 22 de enero de 2019 la dirección de Lliures decidió integrarse dentro de la plataforma electoral. De manera similar, Unión Progreso y Democracia decidió sumarse a la plataforma en febrero de 2019. El 28 de febrero de 2019 Valls presentó a Celestino Corbacho, antiguo ministro socialista, como número 3 de la lista. El 8 de marzo de 2019 el equipo de Valls anunció a María Luz Guilarte (diputada en el Parlamento de Cataluña para Cs), Eva Parera (que declaró que abandonaría la militancia en Units per Avançar) y Noemí Martín (consejera de Cs en el distrito de Nou Barris) como números 2, 4 y 8 de la candidatura, respectivamente.

### Elecciones y ruptura
La candidatura obtuvo 6 escaños en el Ayuntamiento de Barcelona, mejorando los resultados de Ciudadanos en los comicios de 2015 en un concejal. El 17 de junio del mismo año, Ciudadanos anunció su salida de este grupo por el apoyo de Valls y sus concejales a la investidura de Ada Colau, reduciendo el total de escaños de Barcelona pel Canvi a 3, aunque posteriormente quedaría conformado por solo 2 concejales tras la salida de Celestino Corbacho del grupo municipal.

### Valents
En diciembre de 2021 se anunció el nacimiento de una nueva plataforma constitucionalista formada a partir de Barcelona pel canvi llamada Valents.

### Expansión por Cataluña
En diciembre de 2021, los dos concejales de Barcelona pel Canvi en Barcelona se pasaron a Valents.
En enero de 2021, dos exdiputados de Ciudadanos en el Parlament anunciaron junto a Eva Parera, su incorporación a Valents como coordinadores en Lérida y Gerona. Los tres concejales de Ciudadanos en Sitges anunciaron también su incorporación a la plataforma constitucionalista liderada por Parera.
En diciembre de 2021 una gran mayoría de afiliados y cargos políticos de Units per Avançar descontentos con los acuerdos llegados con Partido de los Socialistas de Cataluña deciden pasarse a Valents.
El 24 de enero de 2022 se anunció que los 80 miembros de Centrats per Tarragona se pasaban a Valents, también los dos concejales que tenía la formación en La Pobla de Montornès y el concejal del ayuntamiento de Roquetas Ximo Llopis.
- En enero de 2022 los concejales de Centrats per Tarragona se pasaron a Valents:
  - 1 concejal en Roquetas
  - 1 concejal en Tarragona
  - 2 concejales en Puebla de Montornés
  - [36]

### Elecciones municipales de 2023 y disolución
En las elecciones municipales de 2023 Valents presentó listas en 71 municipios de Cataluña, obteniendo 32.408 votos, que se tradujeron únicamente en tres concejales, en los municipios de Creixell, Castellet y Gornal y Montgat. La candidatura en Barcelona, encabezada por Eva Parera, quedó fuera del consistorio.
A raíz de estos resultados, el 14 de julio de 2023 la presidenta Eva Parera anunció la presentación de un concurso de acreedores y la liquidación del partido.

### Logotipos

Elecciones Barcelona 2019
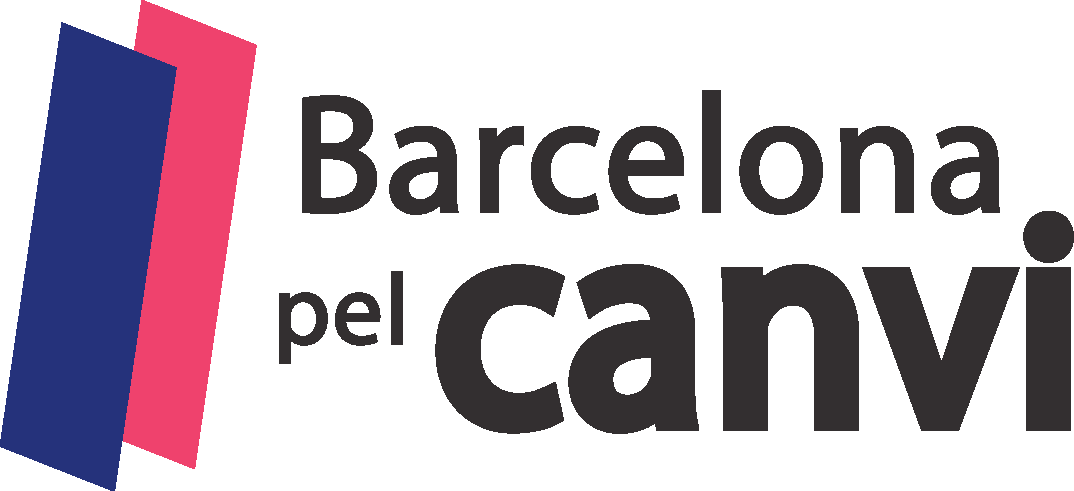
Barcelona pel Canvi
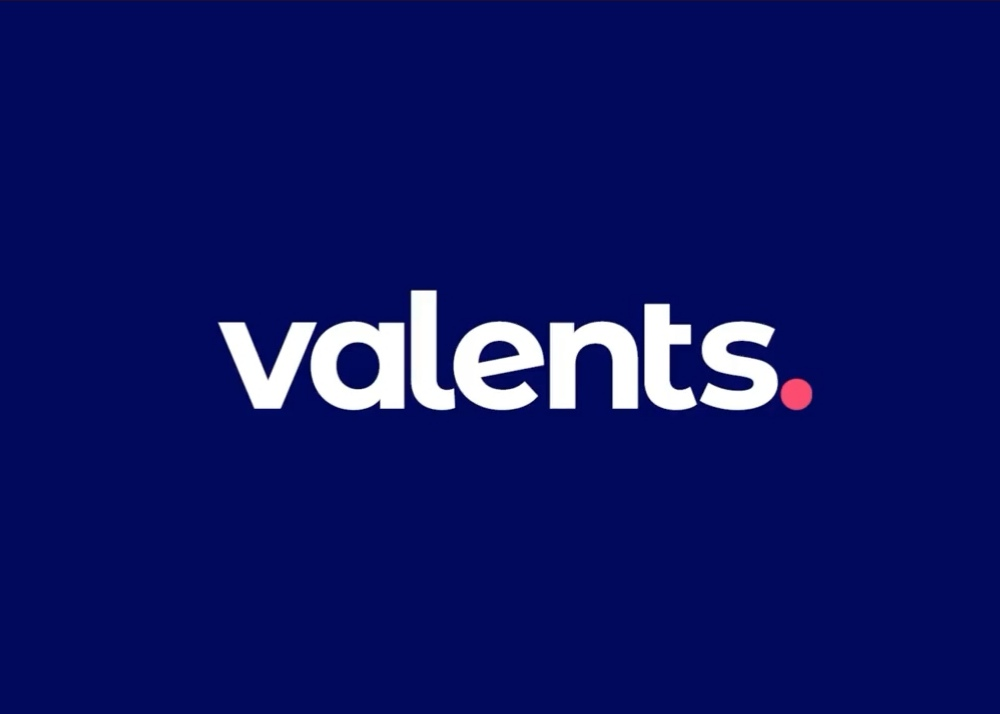
Actual

## Organización
- Presidente: Eva Parera i Escrichs
  - Secretario General: Albert Guivernau
    - Organización: Jean Castel
    - Acción Institucional: Juan Arza
    - Comunicación: Joan López Alegre
- Organizaciones provinciales
  - Presidenta en Gerona: Míriam Aguilera
  - Presidente en Tarragona: Miquel Curto
  - Presidente en Barcelona: Óscar Benítez
  - Presidente en Lérida: Ángeles Ribes

## Presente futuro
El 24 de julio de 2023 se disolvió definitivamente al no sacar representación en Elecciones generales de España de 2023, unido a los innumerables problemas financieros.
A principios de 2024 la mayoría de los líderes y afiliados de Valents se integra en la plataforma Nexo y en el partido político Cree.